# Herbert Friedman
Herbert Friedman (21. června 1916 – 9. září 2000) byl americký fyzik a raketový inženýr, průkopník používání sondážních raket pro sluneční fyziku a astronomii. Působil rovněž v politice a byl veřejným obhájcem vědy.

## Život
Narodil se v Brooklynu v New Yorku. Jeho otec byl ortodoxní žid a úspěšný podnikatel, který se do New Yorku přestěhoval z Indiany, jeho matka pocházela z východní Evropy.  Friedman se v mládí zajímal o umění a vydělával si prodejem skic.
V roce 1932 začal studoval na Brooklyn College umění, ale nakonec získal titul z fyziky. Byl ovlivněn svým profesorem Bernhardem Kurrelmeyerem, který mu pomohl získat stipendium na Univerzitě Johna Hopkinse.
Friedman působil jako člen poradní komise pro atomovou energii během vlády prezidenta Lyndona Johnsona. Později byl členem poradní komise pro přírodní vědy během vlády Richarda Nixona.
Zemřel na rakovinu ve věku 84 let v Arlingtonu ve Virginii.

## Ocenění
Za svůj život získal řadu ocenění, mezi nimi například Eddingtonovu medaili Královské astronomické společnosti, dále Národní vyznamenání za vědu. Ovšem nejvýznamnější ocenění přišlo v roce 1987, kdy obdržel Wolfovu cenu za fyziku.